# Theory of Lie groups
Em matemática, Theory of Lie groups é uma série de livros sobre sobre grupos de Lie por Claude Chevalley (1946, 1951, 1955). O primeiro da série foi um dos primeiros livros sobre grupos de Lie a tratá-los do ponto de vista global, e foi durante muitos anos o texto padrão sobre grupos de Lie. O segundo e terceiro volumes, sobre grupos algébricos e álgebra de Lie, foram escritos em francês, e mais tarde reimpressos em apenas um volume. Aparentemente outros volumes foram planejados porém não publicados, embora suas lições (Chevalley 2005) sobre a classificação de grupos algébricos semisimples possa ser considerado como uma continuação da série.